# 보건인적자원
세계보건기구에 따르면 보건 인적자원(Health human resources, HHR)은 건강을 위한 인적 자원(HRH) 또는 보건 인력으로도 알려져 있으며 "긍정적인 건강 결과를 향상시키는 것이 주된 의도인 활동에 참여하는 모든 사람"으로 정의된다. 건강을 위한 인적 자원은 건강 시스템의 6가지 핵심 구성 요소 중 하나로 식별된다. 건강을 위한 인적 자원에는 의사, 간호 전문가, 약사, 조산사, 치과의사, 관련 보건 전문가, 지역사회 보건 종사자, 사회 보건 복지사 및 기타 의료 제공자뿐만 아니라 청소원, 경비원 등과 같은 건강 관리 및 지원 기능 인력이 포함된다. 필수 의료 서비스의 전달을 효과적이고 효율적으로 향상시키기 위해 광범위한 의료 시스템의 일부로서 중요한 가치. 효과적인 건강 시스템이 제대로 기능하려면 잘 훈련된 건강 서비스 관리자, 의료 기록 및 건강 정보 기술자, 건강 경제학자, 건강 공급망 관리자, 의료 비서 등이 필요하다.
보건인적자원 분야는 인력 계획, 성과기반 채용, 온보딩, 훈련 및 개발, 성과관리, 승진, 관리, 유지, 건강정보관리를 위한 인적자원, 보건의료 분야 인적자원 연구와 같은 문제를 다룬다. 최근 몇 년 동안 보건 시스템 성능을 강화하고 인구 보건 결과를 개선하는 데 있어 HRH의 중요한 역할에 대한 인식을 높이면서 보건 인력을 세계 보건 의제의 가장 높은 우선 순위 중 하나로 지정했다.

## 글로벌 상황

의료 종사자의 심각한 부족으로 확인된 국가

세계보건기구(WHO)는 전 세계적으로 약 430만 명의 의사, 조산사, 간호사 및 지원 인력이 부족한 것으로 추정한다. 부족은 특히 사하라 사막 이남의 아프리카에서 가장 빈곤한 57개 국가에서 가장 심각한다. 이 상황은 2006년 세계 보건의 날에 "의료 인력 위기"로 선언되었다. 이는 수십 년 동안 의료 종사자 교육, 훈련, 임금, 작업 환경 및 관리에 대한 과소 투자의 결과이다.
의료 종사자를 위한 숙련된 인력 부족은 많은 특정 의료 분야에서도 보고되고 있다. 예를 들어, 144개 저소득 및 중간 소득 국가에서 정신 질환을 치료하는 데 필요한 정신 건강 전문가 55,000명, 정신 건강 환경의 간호사 628,000명, 정신 질환 치료 제공자 493,000명을 포함하여 118만 명의 정신 건강 전문가가 부족한 것으로 추산된다. 많은 개발 도상국에서 숙련된 조산사의 부족은 산모 건강 결과를 개선하는 데 여전히 중요한 장벽으로 남아 있다. 선진국과 개발도상국을 막론하고 많은 국가에서 숙련된 의료 인력의 잘못된 분포가 농촌과 소외된 지역의 부족 을 초래한다고 보고한다.
세계 보건 인력 상황에 대한 정기적인 통계 업데이트는 WHO의 Global Health Observatory에서 수집한다. 그러나 증거 기반은 여전히 파편화되고 불완전하며, 주로 국가 내의 기본 인적 자원 정보 시스템 (HRIS)의 약점과 관련이 있다.
보건 인력 문제를 해결하고 증거 기반을 강화하는 모범 사례에서 배우기 위해 전 세계에서 점점 더 많은 HHR 실무자가 HHR 옹호, 감시 및 협력 관행과 같은 문제에 초점을 맞추고 있다. 글로벌 HRH 파트너십의 몇 가지 예는 다음과 같다.

## 연구
의료 인력 연구는 사회적, 경제적, 조직적, 정치적 및 정책적 요인이 의료 전문가에 대한 접근에 어떻게 영향을 미치고 인력 자체의 조직 및 구성이 의료 제공, 품질, 형평성 및 비용에 영향을 미칠 수 있는지에 대한 조사이다.
많은 정부 보건 부서, 학술 기관 및 관련 기관은 해당 관할 구역에서 혁신적이고 지속 가능한 보건 서비스 인력을 구축하기 위해 보건 정책으로 이어지는 HHR 문제의 범위와 성격을 식별하고 정량화하기 위한 연구 프로그램을 수립했다. HRH 정보 및 연구 보급 프로그램의 몇 가지 예는 다음과 같다.
- 건강 저널을 위한 인적 자원
- HRH 지식 허브, 뉴 사우스 웨일즈 대학교, 호주
- 보건 인력 연구 센터, University of Albany, New York
- Canadian Institute for Health Information: 지출 및 보건 인력
- 인도 공중 보건 재단: 인도의 건강을 위한 인적 자원 보관됨 2022-12-05 - 웨이백 머신
- 수단 보건관측소 국가인적자원부 보관됨 2022-09-09 - 웨이백 머신
- OECD 보건의료인적자원 연구

## 정책 및 계획
일부 국가 및 관할 구역에서는 보건 인력 계획이 노동 시장 참가자에게 배포된다. 다른 곳에서는 보건의료 목표를 달성하기 위해 적절한 수, 분포 및 보건 종사자의 질을 계획하기 위해 정부와 시스템에서 채택한 명시적인 정책 또는 전략 이 있다. 우선 국제간호사협회는 다음과 같이 보고한다.
HHRP[건강 인적 자원 계획]의 목적은 적절한 수의 의료 종사자에게 올바른 지식, 기술, 태도 및 자격을 제공하고 적절한 시간에 적절한 작업을 수행하여 미리 정해진 올바른 건강을 달성하는 것이다. 목표.
계획된 HRH 목표의 필수 구성요소는 수요 공급 모델링, 또는 적절한 데이터를 사용하여 인구의 건강 요구 및 건강 관리 제공 목표를 인적 자원 공급, 분배 및 생산성 과 연결하는 것이다. 결과는 노동력 지속 가능성을 안내하는 증거 기반 정책을 생성하는 데 사용된다. 자원이 제한된 국가에서 HRH 계획 접근 방식은 종종 목표 프로그램이나 프로젝트의 요구에 의해 주도된다.
WHO WISN( Workload Indicators of Staffing Need )은 현지 상황에 맞게 조정할 수 있는 HRH 계획 및 관리 도구이다. 이는 보건 관리자에게 주어진 보건 시설의 각 업무 부하 구성 요소에 적용되는 활동(시간) 표준을 사용하여 보건 종사자의 업무량 을 기반으로 인적 자원을 더 잘 관리하기 위해 인력 배치 결정을 내리는 체계적인 방법을 제공한다.
의료 전문가의 부족과 잘못된 분포를 해결하기 위한 주요 국제 정책 프레임워크는 2010년 WHO의 제63 차 세계 보건 총회 에서 채택된 국제 보건 인력 채용에 관한 글로벌 실행 규범이다 . 강령은 특히 일부 고소득 국가에서 국제 의료 종사자 모집에 대한 논쟁이 증가하고 많은 개발 도상국이 1차 의료 서비스를 제공할 수 있는 능력에 미치는 영향에 대해 개발되었다. 회원국 및 모집 기관에 대한 구속력은 없지만 본 강령은 의료 인력의 윤리적 국제 모집에 대한 원칙과 관행을 장려한다. 또한 국가에서 효과적인 보건 인력 정책 및 계획을 지원하기 위해 보건 인력 정보 시스템의 강화를 지지한다.

## 참고 문헌
1. 1 2  “The world health report 2006: working together for health”. 《World Health Organization》. Geneva. 2006. 2006년 12월 2일에 원본 문서에서 보존된 문서. 2022년 9월 9일에 확인함.
2. ↑  “Health Systems Topics”. 《World Health Organization》. Geneva. 2007년 1월 29일에 원본 문서에서 보존된 문서.
3. ↑  Grépin, Karen A; Savedoff, William D (November 2009). “10 Best Resources on ... health workers in developing countries”. 《Health Policy and Planning》 24 (6): 479–482. doi:10.1093/heapol/czp038. PMID 19726562.
4. ↑  Scheffler, RM;  외. (2011). “Human resources for mental health: workforce shortages in low- and middle-income countries” (PDF). 《World Health Organization》. Geneva.
5. ↑  “Global Health Observatory (GHO) data: Health workforce”. 《World Health Organization》. Geneva. 2011년 6월 20일에 원본 문서에서 보존된 문서. 2017년 8월 8일에 확인함.
6. ↑  Dal Poz, MR, 편집. (2009). “Handbook on monitoring and evaluation of human resources for health”. 《World Health Organization》. Geneva. 2009년 10월 14일에 원본 문서에서 보존된 문서.
7. ↑  “Health human resources planning” (PDF). 《International Council of Nurses》. Geneva. 2008. 2012년 3월 22일에 원본 문서 (PDF)에서 보존된 문서. 2011년 4월 12일에 확인함.
8. ↑  Dal Poz, MR;  외. (2010). “Models and tools for health workforce planning and projections” (PDF). 《World Health Organization》. Geneva.
9. ↑  “Health Human Resource Strategy (HHRS)”. 《Health Canada》. 2011년 4월 12일에 확인함.
10. ↑  Dreesch, N;  외. (September 2005). “An approach to estimating human resource requirements to achieve the Millennium Development Goals”. 《Health Policy and Planning》 20 (5): 267–276. doi:10.1093/heapol/czi036. PMID 16076934.
11. ↑  “Workload Indicators of Staffing Need (WISN): User's manual”. 《World Health Organization》. Geneva. 2010. 2011년 3월 30일에 원본 문서에서 보존된 문서.
12. ↑  , The Sixty-third World Health Assembly |제목=이(가) 없거나 비었음 (도움말)